# René Le Hérissé
René Félix Le Hérissé, né le 14 décembre 1857 à Antrain (Ille-et-Vilaine) où il est mort le 23 mai 1922, est un homme politique français. Député (1886-1910), puis sénateur, il est boulangiste, nationaliste et antidreyfusard. Il est aussi l’un des plus ardents anticléricaux de la classe politique d’Ille-et-Vilaine.

## Biographie
Militaire de formation, il sort de l'École militaire de Saint-Cyr en 1878 avec le grade de sous-lieutenant. En 1883, il est promu lieutenant au 24e régiment de dragons.
En 1886, alors qu'il s'apprête à être nommé capitaine, il abandonne la carrière militaire pour se consacrer à la politique. Riche propriétaire terrien, il est choisi comme candidat républicain lors de l'élection législative partielle organisée à la suite de la démission de Ferdinand Baston de La Riboisière. Il siège alors dans les rangs de la gauche radicale. Il est également élu conseiller général du canton d'Antrain cette même année. En 1887, bien qu'étant à 30 ans un des plus jeunes membres de la Chambre des députés, il entre au bureau de l'assemblée dont il devient secrétaire en 1888. Il en démissionne en octobre de la même année lors du conflit qui éclate entre les questeurs et les journalistes parlementaires. Il fait partie du front républicain national qui soutient le général Boulanger et conduit à sa première élection comme député de l'Aisne en juillet 1888. Son engagement boulangiste est également marqué par son poste de directeur politique du journal La Cocarde. Cela lui vaut cependant d'être révoqué un temps de son poste de maire d’Antrain. Il n'abandonne Boulanger qu'en 1890 et surtout après les échecs à Paris en avril. Il se rapproche alors des républicains dans son département. Les révélations des Coulisses du boulangisme par Mermeix, Georges Laguerre et Alfred Naquet terminent de discréditer le mouvement populiste. Le 9 mai 1891, Boulanger annonce renoncer au révisionnisme, permettant à Le Hérissé de sortir définitivement du lien avec Boulanger.  
La fin du boulangisme ne l'empêche pas de poursuivre sa carrière politique en étant constamment réélu député jusqu'en 1910 avant de siéger au Sénat de 1913 à 1920. Maire d'Antrain pendant 17 ans (1908 à 1922). L'hôpital local d'Antrain porte son nom.

## Mandats électoraux
Sénateur
- 13 juillet 1913 - 10 janvier 1920 : sénateur d'Ille-et-Vilaine

Député
- 14 février 1886 - 11 novembre 1889 : député d'Ille-et-Vilaine
- 22 septembre 1889 - 14 octobre 1893 : député d'Ille-et-Vilaine
- 20 août 1893 - 31 mai 1898 : député d'Ille-et-Vilaine
- 8 mai 1898 - 31 mai 1902 : député d'Ille-et-Vilaine
- 27 avril 1902 - 31 mai 1906 : député d'Ille-et-Vilaine - Non inscrit
- 20 mai 1906 - 31 mai 1910 : député d'Ille-et-Vilaine - Gauche démocratique

Conseiller général
- 1886 - 1889 : conseiller général d'Ille-et-Vilaine (élu dans le canton d'Antrain)

Conseiller municipal / Maire
- 1888 - 1889 : maire d'Antrain
- 1889 - 1892 : conseiller municipal d'Antrain
- 1892 - 1894 : maire d'Antrain
- 1908 - 1922 : maire d'Antrain

## Distinction
- Officier de la Légion d'honneur (12 juillet 1917)[7]

### Iconographie
- Portrait de M Le Hérissé, hst vers 1920 par Pierre Galle[8],[9]